# Maison des Arrhéphores
La maison des Arrhéphores (en grec ancien : Ἀρρηφόριον) est un bâtiment de l'Acropole d'Athènes, identifié par Wilhelm Dörpfeld vers 1920. Situé près de l'enceinte nord, il logeait les Arrhéphores, quatre fillettes qui avaient pour tâche de préparer les péplos utilisés lors des processions panathénaïques et de tisser le voile d'Athéna dont elles couvraient le xoanon de la déesse lors de la fête panathénaïque. Pendant les Arrhéphories également, elles portaient les vases sacrés. La construction du bâtiment classique se situe vers 470 av. J.-C.
L'identification courante du bâtiment repose sur le fait qu'il est celui qui semble le mieux correspondre aux interprétations modernes des descriptions antiques concernant les Arrhéphores, cependant, en l'absence d'élément probant, certains auteurs considèrent qu'il pourrait s'agir d'un édifice non identifié, du sanctuaire d'Aphrodite-aux-jardins mentionné par Pausanias ou du véritable Érechtéion.

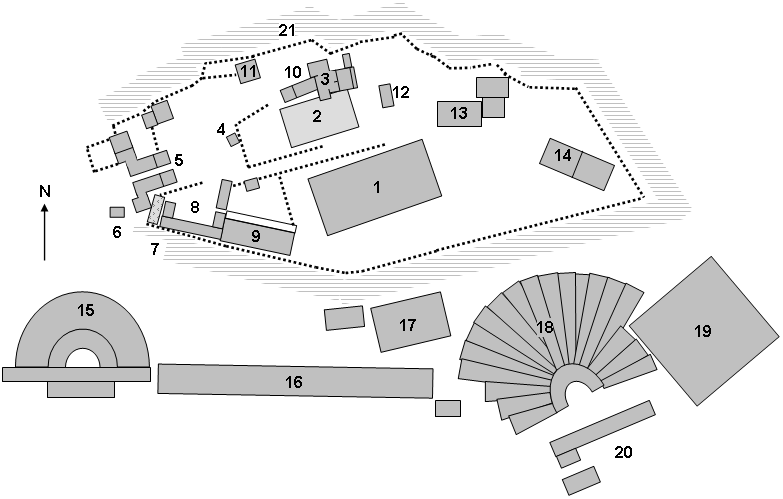
Plan de l'Acropole. La maison des Arrhéphores est le n° 11.

## Le bâtiment
L'édifice, voisin du Pandroséion et de l'Érechthéion, dessinait au sol un carré de 12 mètres de côté. Il comprenait une pièce unique de 8,50 x 4,50 mètres, longée au sud par un portique de 4 m de long, une cour avec une sortie arrière par un escalier qui la reliait au sanctuaire d'Aphrodite, dans la partie inférieure de la forteresse de l'Acropole, passant à travers des souterrains. Il n'en subsiste que les fondations, en tuf.
Les fouilles ont révélé trois phases de construction différentes. La première remonte après la construction du mur nord classique de l'Acropole, sur lequel elle bute et qui a une élévation plus basse. Dans sa deuxième phase, on a pu constater une grande hâte lors de la construction, qui a eu lieu immédiatement après les guerres médiques. La troisième et dernière phase a été réalisée selon la conformation du terrain du côté nord, combinée à la construction de l'Érechthéion, si bien que le bâtiment a été fondé trois mètres plus haut que le précédent[réf. incomplète].
Le plan carré présente quatre côtés d'une longueur de 12,5 m chacun. Du côté sud, l'entrée principale était ornée de deux ou quatre colonnes doriques. À l'ouest, les Arrhéphores pouvaient jouer dans une cour entourée de murs, appelée « Σφαιρίστρα τῶν Ἀρρηφόρων » (enclos des Arrhéphores). Selon certaines interprétations, l'escalier souterrain donnant sur le versant nord de l'Acropole était emprunté par les Arrhéphores, durant les Arrhéphories, ce qui en faisait un élément important dans le bâtiment et les célébrations.

## Les Arrhéphores
Le bâtiment accueillait les Arrhéphores, quatre filles âgées de sept à onze ans, choisies chaque année par l'archonte-roi parmi les familles les plus distinguées. Des quatre filles, deux travaillaient une année entière sous l'Acropole pour tisser de nouveaux péploï pour les processions panathénaïques. Ces vêtements étaient portés en procession jusqu'à la statue d'Athéna dans l'ancien temple antique et, après sa destruction, à l'Érechthéion. Les deux autres avaient pour tâche de porter les mystérieux vases sacrés de la déesse. Les fêtes des Arrhéphories avaient lieu à Athènes au mois de scirophorion (juin-juillet).
Les reconstitutions modernes reposent sur un passage équivoque et peut-être confus de Pausanias :

« Ἃ δέ μοι θαυμάσαι μάλιστα παρέσχεν, ἔστι μὲν οὐκ ἐς ἅπαντας γνώριμα, γράψω δὲ, οἷα συμβαίνει. Παρθένοι δύο τοῦ ναοῦ τῆς Πολιάδος οἰκοῦσιν οὐ πόρρω, καλοῦσι δὲ Ἀθηναῖοι σφᾶς ἀρρηφόρους. Αὗται χρόνον μέν τινα δίαιταν ἔχουσι παρὰ τῇ θεῷ· παραγενομένης δὲ τῆς ἑορτῆς, δρῶσιν ἐν νυκτὶ τοιάδε. Ἀναθεῖσαί σφισιν ἐπὶ τὰς κεφαλὰς, ἃ ἡ τῆς Ἀθηνᾶς ἱέρεια δίδωσι φέρειν, οὔτε ἡ διδοῦσα ὁποῖόν τι δίδωσιν εἰδυῖα, οὔτε ταῖς φερούσαις ἐπισταμέναις. Ἔστι δὲ περίβολος ἐν τῇ πόλει, τῆς καλουμένης ἐν Κήποις Ἀφροδίτης οὐ πόρρω, καὶ δι᾽ αὐτοῦ κάθοδος ὑπόγαιος αὐτομάτη· ταύτῃ κατίασιν αἱ παρθένοι. κάτω μὲν δὴ τὰ φερόμενα λείπουσιν, λαβοῦσαι δὲ ἄλλο τι κομίζουσιν ἐγκεκαλυμμένον. Καὶ τὰς μὲν ἀφιᾶσιν ἤδη τὸ ἐντεῦθεν· ἑτέρας δὲ ἐς τὴν ἀκρόπολιν παρθένους ἄγουσιν ἀντ᾽ αὐτῶν.
Traduction courante :
Une circonstance m'a singulièrement étonné : je crois devoir la rapporter, parce qu'elle est peu connue. Deux jeunes filles, que les Athéniens nomment les Arrhéphores, logent à peu de distance du temple d'Athéna, et même, durant un certain temps, elles y prennent leur nourriture. La fête étant arrivée, voici ce qu'elles font pendant la nuit. Elles prennent sur leur tête ce que la prêtresse d'Athéna leur donne à porter, elles ignorent ce que c'est, et la prêtresse ne le sait pas elle-même. Il y a dans la ville, à peu de distance des jardins d'Aphrodite, une enceinte où se trouve un chemin souterrain creusé naturellement : elles descendent par-là, laissent au fond ce qu'on leur a donné, et elles reçoivent et rapportent une autre chose, également couverte. On les congédie ensuite, et on les remplace par deux autres jeunes filles qu'on amène à l'Acropole. »

— Pausanias, Description de la Grèce [détail des éditions] [lire en ligne], I, 27, 3
.
D'autres traductions étant possibles et certains éléments pouvant sembler contradictoires avec d'autres passages du même auteur, le texte a été interprété de différentes façons, donnant lieu à des reconstitutions divergentes du trajet des Arrhéphores.